# 孝宗王
存（？—前658年），是古朝鲜之箕子朝鲜的君主，子姓。东史年表认为在位於前675年至前658年，諡號孝宗王（韓語：효종왕），後王位由兒子孝繼承。